# Algéria az 1980. évi nyári olimpiai játékokon
Algéria a szovjetunióbeli Moszkvában megrendezett 1980. évi nyári olimpiai játékok egyik részt vevő nemzete volt. Az országot az olimpián 9 sportágban 54 sportoló képviselte, akik érmet nem szereztek.

## Atlétika
Férfi
| Versenyző            | Versenyszám    | Előfutam | Előfutam | Előfutam | Elődöntő | Elődöntő | Elődöntő | Döntő         | Döntő         |
| Versenyző            | Versenyszám    | Idő      | Hely.    | Össz.    | Idő      | Hely.    | Össz.    | Idő           | Helyezés      |
| -------------------- | -------------- | -------- | -------- | -------- | -------- | -------- | -------- | ------------- | ------------- |
| Mehdi Aidet          | 1500 m         | 3:43,86  | 2.       | 14.      | 3:44,85  | 9.       | 17.      | kiesett       | kiesett       |
| Mehdi Aidet          | 800 m          | 1:50,4   | 3.       | 26.      | 1:48,11  | 8.       | 17.      | kiesett       | kiesett       |
| Derradji Harek       | 800 m          | 1:49,9   | 5.       | 22.*     | 1:51,81  | 8.       | 24.      | kiesett       | kiesett       |
| Derradji Harek       | 1500 m         | 3:45,29  | 8.       | 25.      | kiesett  | kiesett  | kiesett  | kiesett       | kiesett       |
| Abderrahmane Morceli | 1500 m         | 3:45,96  | 7.       | 28.      | kiesett  | kiesett  | kiesett  | kiesett       | kiesett       |
| El-Hachemi Abdenouz  | 5000 m         | 13:42,07 | 1.       | 1.       | 14:15,85 | 12.      | 24.      | kiesett       | kiesett       |
| Rachid Habchaoui     | 5000 m         | 13:59,85 | 9.       | 26.      | kiesett  | kiesett  | kiesett  | kiesett       | kiesett       |
| Rachid Habchaoui     | 10 000 m       | 29:12,9  | 6.       | 16.      |          |          |          | kiesett       | kiesett       |
| Abdel Madjid Mada    | 10 000 m       | 30:23,4  | 8.       | 26.      |          |          |          | kiesett       | kiesett       |
| Abdel Madjid Mada    | Maraton        |          |          |          |          |          |          | nem ért célba | nem ért célba |
| Lahcen Babaci        | 3000 m akadály | 8:38,68  | 7.       | 19.      | 8:25,47  | 6.       | 10.      | 8:31,80       | 11.           |

| Versenyző         | Versenyszám | Selejtező | Selejtező | Döntő    | Döntő    |
| Versenyző         | Versenyszám | Eredmény  | Helyezés  | Eredmény | Helyezés |
| ----------------- | ----------- | --------- | --------- | -------- | -------- |
| Abdel Hamid Sahil | Magasugrás  | 218 cm    | 21.       | kiesett  | kiesett  |
| Othmane Belfaa    | Magasugrás  | 205 cm    | 28.       | kiesett  | kiesett  |

* - egy másik versenyzővel azonos eredményt ért el

## Birkózás
Kötöttfogású
| Versenyző       | Versenyszám | 1. forduló                    | 2. forduló                         | 3. forduló        | 4. forduló        | 5. forduló        | Döntő             | Helyezés    |
| Versenyző       | Versenyszám | Ellenfél Eredmény             | Ellenfél Eredmény                  | Ellenfél Eredmény | Ellenfél Eredmény | Ellenfél Eredmény | Ellenfél Eredmény | Helyezés    |
| --------------- | ----------- | ----------------------------- | ---------------------------------- | ----------------- | ----------------- | ----------------- | ----------------- | ----------- |
| Mohamed Moualek | 68 kg       | Gaál Károly (HUN) · kétvállas | Szuren Nalbandjan (URS) · kizárták | kiesett           | kiesett           | kiesett           | kiesett           | helyezetlen |

Szabadfogású
| Versenyző         | Versenyszám | 1. forduló                     | 2. forduló                            | 3. forduló                            | 4. forduló        | 5. forduló        | 6. forduló        | Döntő             | Helyezés    |
| Versenyző         | Versenyszám | Ellenfél Eredmény              | Ellenfél Eredmény                     | Ellenfél Eredmény                     | Ellenfél Eredmény | Ellenfél Eredmény | Ellenfél Eredmény | Ellenfél Eredmény | Helyezés    |
| ----------------- | ----------- | ------------------------------ | ------------------------------------- | ------------------------------------- | ----------------- | ----------------- | ----------------- | ----------------- | ----------- |
| Mohamed Hachaichi | 52 kg       | Nguyễn Kim Thiềng (VIE) · 15–8 | Koce Efremov (YUG) · kétvállas        | Anatolij Beloglazov (URS) · kétvállas | kiesett           | kiesett           | kiesett           | kiesett           | helyezetlen |
| Saïd Admane       | 68 kg       | Octavian Duşa (ROU) · kizárták | Stanisław Chiliński (POL) · kétvállas | kiesett                               | kiesett           | kiesett           |                   | kiesett           | helyezetlen |

## Cselgáncs
| Versenyző           | Versenyszám | Csoport | 32-es főtábla                          | Nyolcaddöntő              | Negyeddöntő       | Elődöntő          | Vigaszág negyeddöntő | Vigaszág elődöntő | Bronz- mérkőzés   | Döntő             | Helyezés |
| Versenyző           | Versenyszám | Csoport | Ellenfél Eredmény                      | Ellenfél Eredmény         | Ellenfél Eredmény | Ellenfél Eredmény | Ellenfél Eredmény    | Ellenfél Eredmény | Ellenfél Eredmény | Ellenfél Eredmény | Helyezés |
| ------------------- | ----------- | ------- | -------------------------------------- | ------------------------- | ----------------- | ----------------- | -------------------- | ----------------- | ----------------- | ----------------- | -------- |
| Ahmed Moussa        | Légsúly     | B       | Habib Sissoko (MLI) · GY               | Arambij Jemizs (URS) · V  | kiesett           | kiesett           |                      |                   |                   |                   | 13.      |
| Djillali Ben Brahim | Könnyűsúly  | B       | Kim Bjonggun (Kim Byong-Gun) (PRK) · V | kiesett                   | kiesett           | kiesett           |                      |                   |                   |                   | 19.      |
| Berkane Adda        | Váltósúly   | A       | Jarosław Brawata (POL) · GY            | António Roquete (POR) · V | kiesett           | kiesett           |                      |                   |                   |                   | 12.      |

## Kézilabda

### Férfi
| Algériai férfi kézilabdacsapat-játékoskeret                                                                                                 | Algériai férfi kézilabdacsapat-játékoskeret                                                                        |
| --- | --- |
| - Abdel Atif Bakir - Abdel Atif Bergheul - Abdel Krim Ben Djemil - Abdel Krim Hamiche - Abdel Madjid Slimani - Ahcen Djeffal - Ahmed Farfar | - Ali Akacha - Azzedine Bouzerar - Kamel Hebri - Mohamed Machou - Mouloud Mekhnache - Omar Azzeb - Rashid Mokhrani |

#### Eredmények
Csoportkör
B csoport
| Csapat            | M | Gy | D | V | G+  | G–  | Gk   | P |
| ----------------- | - | -- | - | - | --- | --- | ---- | - |
| Szovjetunió (URS) | 5 | 4  | 0 | 1 | 134 | 75  | +59  | 8 |
| Jugoszlávia (YUG) | 5 | 4  | 0 | 1 | 132 | 92  | +40  | 8 |
| Románia (ROU)     | 5 | 4  | 0 | 1 | 119 | 88  | +31  | 8 |
| Svájc (SUI)       | 5 | 2  | 0 | 3 | 110 | 98  | +12  | 4 |
| Algéria (ALG)     | 5 | 1  | 0 | 4 | 94  | 124 | –30  | 2 |
| Kuvait (KUW)      | 5 | 0  | 0 | 5 | 64  | 176 | –112 | 0 |

| 1980. július 20. 17:00 | Jugoszlávia (YUG) | 22–18 | Algéria (ALG) |  |
| 1980. július 20. 17:00 | (12–10)           |       |               |  |
| 1980. július 20. 17:00 |                   |       |               |  |

| 1980. július 22. 17:00 | Románia (ROU) | 26–18 | Algéria (ALG) |  |
| 1980. július 22. 17:00 | (14–7)        |       |               |  |
| 1980. július 22. 17:00 |               |       |               |  |

| 1980. július 24. 18:30 | Szovjetunió (URS) | 33–10 | Algéria (ALG) |  |
| 1980. július 24. 18:30 | (16–3)            |       |               |  |
| 1980. július 24. 18:30 |                   |       |               |  |

| 1980. július 26. 17:00 | Svájc (SUI) | 26–18 | Algéria (ALG) |  |
| 1980. július 26. 17:00 | (11–7)      |       |               |  |
| 1980. július 26. 17:00 |             |       |               |  |

| 1980. július 28. 17:00 | Algéria (ALG) | 30–17 | Kuvait (KUW) |  |
| 1980. július 28. 17:00 | (11–14)       |       |              |  |
| 1980. július 28. 17:00 |               |       |              |  |

A 9. helyért
| 1980. július 30. 12:30 | Dánia (DEN) | 28–20 | Algéria (ALG) |  |
| 1980. július 30. 12:30 | (15–9)      |       |               |  |
| 1980. július 30. 12:30 |             |       |               |  |

| Csapat        | Helyezés |
| ------------- | -------- |
| Algéria (ALG) | 10.      |

## Labdarúgás
| Algériai labdarúgócsapat-játékoskeret                                                                                | Algériai labdarúgócsapat-játékoskeret                                                                             |
| --- | --- |
| - Murád Amára - Szaláh Asszád - Lahdar Bellúmi - Taj Ben Saoula - Abderrahmane Derouaz - Alí Fergání - Mohamed Ghrib | - Mahmúd Kendúz - Mohamed Kheddis - Saleh Larbes - Rabáh Mádzser - Bouzid Mahiouz - Djamel Menad - Sabán Merzekán |

### Eredmények
Csoportkör
C csoport
| Csapat        | M | Gy | D | V | G+ | G– | Gk | P |
| ------------- | - | -- | - | - | -- | -- | -- | - |
| NDK           | 3 | 2  | 1 | 0 | 7  | 1  | +6 | 5 |
| Algéria       | 3 | 1  | 1 | 1 | 4  | 2  | +2 | 3 |
| Spanyolország | 3 | 0  | 3 | 0 | 2  | 2  | 0  | 3 |
| Szíria        | 3 | 0  | 1 | 2 | 0  | 8  | –8 | 1 |

| 1980. július 20. 12:00 |

| Algéria (ALG)                                   | 3–0               | Szíria |
| ----------------------------------------------- | ----------------- | ------ |
| Bellúmi 36' Mádzser 48' Merzekán 73' (11-esből) | (1–0) Jegyzőkönyv |        |

| Dinamo Stadion, Minszk Játékvezető: Vojtěch Christov (csehszlovák) |

| 1980. július 22. 12:00 |

| NDK (GDR)     | 1–0               | Algéria |
| ------------- | ----------------- | ------- |
| Terletzki 61' | (0–0) Jegyzőkönyv |         |

| Republican Stadion, Kijev Nézőszám: 70 000 Játékvezető: Romualdo Arppi Filho (brazil) |

| 1980. július 24. 12:00 |

| Spanyolország (ESP) | 1–1               | Algéria     |
| ------------------- | ----------------- | ----------- |
| Rincón 38'          | (1–0) Jegyzőkönyv | Bellúmi 63' |

| Dinamo Stadion, Minszk Játékvezető: Eldar Azim Zade (orosz) |

Negyeddöntő
| 1980. július 27. 12:00 |

| Jugoszlávia (YUG)                         | 3–0               | Algéria |
| ----------------------------------------- | ----------------- | ------- |
| Miročević 5' Šestić 19' Zoran Vujović 70' | (2–0) Jegyzőkönyv |         |

| Dinamo Stadion, Minszk Játékvezető: Klaus Scheurell (keletnémet) |

| Csapat        | Helyezés |
| ------------- | -------- |
| Algéria (ALG) | 5.       |

## Ökölvívás
| Versenyző           | Versenyszám  | 32-es főtábla               | Nyolcaddöntő                          | Negyeddöntő                   | Elődöntő          | Döntő             | Helyezés |
| Versenyző           | Versenyszám  | Ellenfél Eredmény           | Ellenfél Eredmény                     | Ellenfél Eredmény             | Ellenfél Eredmény | Ellenfél Eredmény | Helyezés |
| ------------------- | ------------ | --------------------------- | ------------------------------------- | ----------------------------- | ----------------- | ----------------- | -------- |
| Ahmed Saïd          | Papírsúly    | erőnyerő                    | Lincoln Salcedo (ECU) · 5:0           | Iszmail Musztafov (BUL) · 0:5 | kiesett           | kiesett           | 5.       |
| Boualem Bel Alouane | Kisváltósúly | Barry Cambridge (GUY) · 5:0 | Ace Rusevski (YUG) · 0:5              | kiesett                       | kiesett           | kiesett           | 9.       |
| Mohamed Bouchiche   | Félnehézsúly |                             | Paweł Skrzecz (POL) · mérkőzés nélkül | kiesett                       | kiesett           | kiesett           | 9.       |

## Súlyemelés
| Versenyző     | Versenyszám | Szakítás | Szakítás | Lökés    | Lökés    | Összesen | Helyezés |
| Versenyző     | Versenyszám | Eredmény | Helyezés | Eredmény | Helyezés | Összesen | Helyezés |
| ------------- | ----------- | -------- | -------- | -------- | -------- | -------- | -------- |
| Ahmed Tarbi   | 56 kg       | 105,0    | 8.       | 135,0    | 11.      | 240,0    | 11.      |
| Mohamed Gouni | 60 kg       | 107,5    | 12.      | 140,0    | 9.       | 247,5    | 11.      |
| Omar Yousfi   | 100 kg      | 140,0    | 14.      | 180,0    | 12.      | 320,0    | 13.      |

## Úszás
Férfi
| Versenyző                                                    | Versenyszám          | Előfutam | Előfutam | Előfutam | Elődöntő | Elődöntő | Elődöntő | Döntő   | Döntő    |
| Versenyző                                                    | Versenyszám          | Idő      | Hely.    | Össz.    | Idő      | Hely.    | Össz.    | Idő     | Helyezés |
| ------------------------------------------------------------ | -------------------- | -------- | -------- | -------- | -------- | -------- | -------- | ------- | -------- |
| Mohamed Halimi                                               | 100 m gyors          | 55,16    | 7.       | 31.      | kiesett  | kiesett  | kiesett  | kiesett | kiesett  |
| Reda Yadi                                                    | 200 m gyors          | 2:06,26  | 7.       | 37.      |          |          |          | kiesett | kiesett  |
| Djamel Yahiouche                                             | 100 m mell           | 1:13,62  | 5.       | 22.      |          |          |          | kiesett | kiesett  |
| Djamel Yahiouche                                             | 200 m mell           | 2:41,65  | 7.       | 19.      |          |          |          | kiesett | kiesett  |
| Djamel Yahiouche                                             | 100 m pillangó       | 1:00,01  | 5.       | 27.      | kiesett  | kiesett  | kiesett  | kiesett | kiesett  |
| Djamel Yahiouche                                             | 200 m pillangó       | 2:12,65  | 7.       | 22.      |          |          |          | kiesett | kiesett  |
| Abdelhakim Bitat Reda Yadi Mohamed Bendahmane Mohamed Halimi | 4 × 200 m gyorsváltó | 8:23,22  | 6.       | 12.      |          |          |          | kiesett | kiesett  |

## Vívás
Férfi
| Versenyző   | Versenyszám | Selejtező | Selejtező | Selejtező         | Selejtező | Főtábla           | Főtábla           | Vigaszág          | Vigaszág          | Vigaszág          | Döntő             | Döntő   | Helyezés |
| Versenyző   | Versenyszám | 1. kör | 1. kör    | 2. kör            | 2. kör    | 1. kör            | 2. kör            | 1. kör            | 2. kör            | 3. kör            | Döntő             | Döntő   | Helyezés |
| Versenyző   | Versenyszám | Ellenfél Eredmény | Hely.     | Ellenfél Eredmény | Hely.     | Ellenfél Eredmény | Ellenfél Eredmény | Ellenfél Eredmény | Ellenfél Eredmény | Ellenfél Eredmény | Ellenfél Eredmény | Hely.   | Helyezés |
| ----------- | ----------- | --- | --------- | ----------------- | --------- | ----------------- | ----------------- | ----------------- | ----------------- | ----------------- | ----------------- | ------- | -------- |
| Tahar Hamou | Tőr, egyéni | 1. csoport · Dany Haddad (LIB) · 5–2 · Szelei István (HUN) · 3–5 · Volodimir Szmirnov (URS) · 2–5 · Adam Robak (POL) · 3–5 | 4.        | kiesett           | kiesett   | kiesett           | kiesett           | kiesett           | kiesett           | kiesett           | kiesett           | kiesett | 28.      |